# Katalin Győrffy
Katalin Győrffy es una deportista húngara que compitió en esgrima, especialista en la modalidad de florete. Ganó dos medallas en el Campeonato Mundial de Esgrima en los años 1983 y 1985.

## Palmarés internacional
| Campeonato Mundial | Campeonato Mundial | Campeonato Mundial | Campeonato Mundial  |
| Año                | Lugar              | Medalla            | Prueba              |
| ------------------ | ------------------ | ------------------ | ------------------- |
| 1983               | Viena (Austria)    | Medalla de bronce  | Florete por equipos |
| 1985               | Barcelona (España) | Medalla de plata   | Florete por equipos |